# 稲垣太篤
稲垣 太篤（いながき もとあつ、文化7年8月1日（1810年8月30日）- 文久2年12月8日（1863年1月27日））は、近江山上藩の第7代藩主。
第6代藩主・稲垣定成の長男。母は秋月種徳の娘。正室は大久保忠保の娘。子は娘（稲垣太清正室）。官位は従五位下、若狭守、安芸守、長門守。
初名は定国。文政10年（1827年）7月28日、将軍徳川家斉に御目見する。天保5年（1834年）10月10日、父の隠居で家督を継ぐ。同年12月16日、従五位下・若狭守に叙任する。天保12年（1841年）7月8日、大番頭に就任する。弘化3年（1844年）6月18日、奏者番に就任する。安政5年（1858年）6月25日、若年寄に就任する。安政7年（1860年）5月28日、解任される。万延元年（1860年）8月6日、婿養子の太清に家督を譲って隠居し、文久2年（1862年）に53歳で死去した。

## 系譜
父母
- 稲垣定成（父）
- 秋月種徳の娘（母）

正室
- 大久保忠保の娘

子女
- 稲垣太清正室

養子
- 稲垣太清 ー 本多忠考の六男